# Saison 2017-2018 du Red Star Football Club
 (juin 2018).
Si vous disposez d'ouvrages ou d'articles de référence ou si vous connaissez des sites web de qualité traitant du thème abordé ici, merci de compléter l'article en donnant les références utiles à sa vérifiabilité et en les liant à la section « Notes et références ».
Maillots
Chronologie
Saison précédente Saison suivante
La saison 2017-2018 du Red Star, club de football français, voit le club évoluer en championnat de France de football de National 1.

## Classement
| Rang | Équipe               | Pts  | J  | G  | N  | P  | Bp | Bc | Diff |
| ---- | -------------------- | ---- | -- | -- | -- | -- | -- | -- | ---- |
| 1    | Red Star FC R        | 56   | 32 | 15 | 11 | 6  | 41 | 25 | +16  |
| 2    | AS Béziers           | 52   | 32 | 13 | 13 | 6  | 41 | 29 | +12  |
| 3    | Grenoble Foot 38 P   | 51   | 32 | 13 | 12 | 7  | 33 | 23 | +10  |
| 4    | Rodez AF P           | 45   | 32 | 12 | 9  | 11 | 33 | 33 | 0    |
| 5    | US Avranches         | 43   | 32 | 11 | 10 | 11 | 39 | 42 | -3   |
| 6    | Lyon Duchère AS      | 42   | 32 | 10 | 12 | 10 | 30 | 33 | -3   |
| 7    | US Boulogne CO       | 42-1 | 32 | 10 | 13 | 9  | 36 | 34 | +2   |
| 8    | Stade lavallois R    | 42   | 32 | 10 | 12 | 10 | 37 | 36 | +1   |
| 9    | USL Dunkerque        | 41-3 | 32 | 11 | 11 | 10 | 39 | 39 | 0    |
| 10   | Pau FC               | 40   | 32 | 9  | 13 | 10 | 43 | 37 | +6   |
| 11   | Entente SSG P        | 40   | 32 | 8  | 16 | 8  | 41 | 46 | -5   |
| 12   | FC Chambly Oise      | 40   | 32 | 10 | 10 | 12 | 36 | 32 | +4   |
| 13   | US Concarneau        | 40   | 32 | 9  | 13 | 10 | 38 | 38 | 0    |
| 14   | SO Choletais P       | 39   | 32 | 10 | 9  | 13 | 49 | 53 | -4   |
| 15   | Les Herbiers VF      | 39   | 32 | 9  | 12 | 11 | 37 | 45 | -8   |
| 16   | Marseille Consolat   | 37   | 32 | 9  | 10 | 13 | 37 | 46 | -9   |
| 17   | US Créteil-Lusitanos | 26   | 32 | 6  | 8  | 18 | 29 | 48 | -19  |

Promotions et relégations
- Promotion en Ligue 2 2018-2019
- Barrage de promotion en Ligue 2
- Relégation en National 2 2018-2019

Abréviations
- P : Promu de CFA 2016-2017
- R : Relégué de Ligue 2 2016-2017
- -3 : Points de pénalité

1. ↑  À la suite de sa défaite sur tapis vert face à l’US Créteil lors de la 13e journée (voir ci-dessous), l’US Boulogne a également été sanctionnée d'un retrait d’un point au classement, conformément au règlement.
2. ↑  En raison de problèmes administratifs et financiers, la DNCG a sanctionné l’USL Dunkerque d’un retrait de trois points (décision confirmée en appel le 9 janvier 2018)[1].